# Немецкий альпийский союз

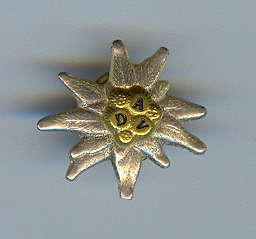
Членский значок немецкого альпийского союза

Неме́цкий альпи́йский сою́з (нем. Deutscher Alpenverein, акрон. DAV) — самая многочисленная альпинистская организация в мире и восьмая по величине спортивная организация Германии. В союз входят 354 юридически независимых альпинистских объединений, клубов, объединяющих в общей сложности около 988000 членов. Союз объединяет как профессионалов, так и любителей, занимающихся горными видами спорта (альпинизмом, скалолазанием, горным туризмом, ледолазанием, ски-альпинизмом, маунтинбайком).
Союз входит в Олимпийскую спортивную конфедерацию Германии.

## История
Организация была основана 6 мая 1869 год в Мюнхене. Через 10 месяцев в её составе уже было 22 секции, в которых насчитывалось 1070 членов. В 1876 году уже насчитывалось 500 секций и 1876 членов. С 1873 по 1938 годы в составе союза действовали 2 филиала (немецкий и австрийский), клуб назывался «Немецко-австрийским альпинистским клубом» (Deutschen und Österreichischen Alpenverein (DuÖAV)).
После оккупации Нацистской Германией территории Австрии в 1938 году DuÖAV был переименован в Deutscher Alpenverein (DAV) под руководством видного нацистского деятеля Артура Зейсс-Инкварта, позднее казнённого как военного преступника по решению Нюрнбергского трибунала, и включён в качестве альпинистского подразделения национал-социалистической организации по физической культуре третьего рейха (Nationalsozialistischer Reichsbund für Leibesübungen). После Второй мировой войны DAV был распущен по решению властей союзников, победителей во Второй мировой войне. Имущество организации было передано в доверительное управление Австрийскому альпийскому клубу.
Немецкий альпийский клуб был возрождён в 1952 году. В 1992 году он присоединился к Олимпийской спортивной конфедерации Германии.

## Структура
Немецкий альпийский союз представляет собой, в настоящее время, организацию, объединяющую 354 независимых спортивных клубов различной направленности по горным видам спорта.
Органами управления являются: общее собрание, бюро союза, президиум.
При немецком альпийском союзе действует молодёжная организация (Die Jugenddes Deutschen Alpenvereins (JDAV)).

## Деятельность
Основной задачей клуба является содержание горных хижин и приютов. В настоящее время за DAV числится 322 горные хижины и приюты, которые дают возможность ими пользоваться при путешествиях в горах и восхождениях на вершины как для членов, так и для других туристов. В некоторых приютах могут останавливаться только члены союза. Кроме того, имеется 180 скалодромов.
DAV издаёт путеводители и карты, организует различные туры, предоставляет напрокат альпинистское снаряжение.
В последнее время получило развитие направление на сохранение природы в Альпах.